# Степанівська Перша сільська громада
Степанівська Перша сільська об'єднана територіальна громада — колишня об'єднана територіальна громада України, у Приазовському районі Запорізької області. Адміністративний центр — село Степанівка Перша.
Площа громади —  км², населення —  мешканців (2020).
Утворена 15 грудня 2017 року шляхом об'єднання Георгіївської, Новокостянтинівської, Степанівської Першої та Чкаловської сільських рад Приазовського району.
12 червня 2020 року, відповідно до розпорядження Кабінету Міністрів України № 713-р «Про визначення адміністративних центрів та затвердження територій територіальних громад Запорізької області», була ліквідована шляхом приєднання до Олександрівської сільської громади.

## Населені пункти
До складу громади входили 6 сіл: Георгіївка, Ігорівка, Миронівка, Новокостянтинівка, Степанівка Перша та Чкалове.